# 大関久五郎

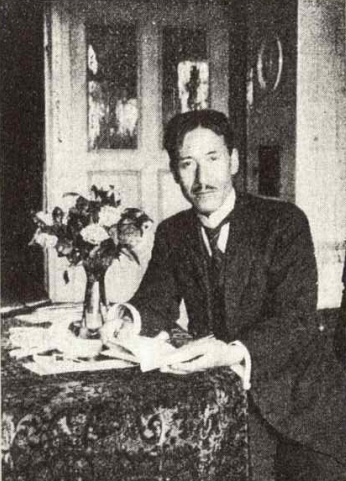
大関久五郎の肖像写真

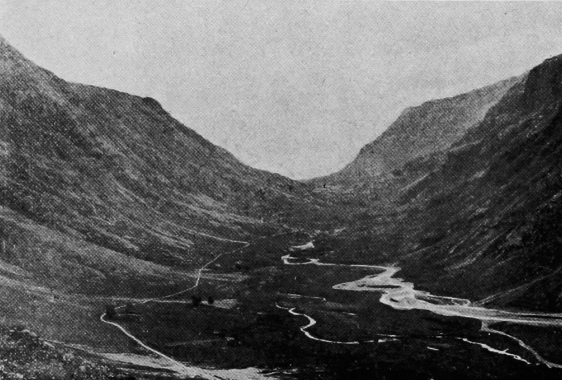
スコットランド、グレンコーのU字谷

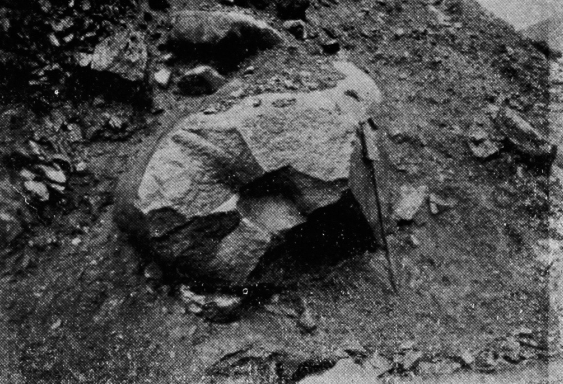
大関が撮影したヘットナー石

大関 久五郎（おおせき きゅうごろう(おおぜき ひさごろう、おおぜき きゅうごろう)、1875年 - 1918年11月10日）は、日本の地理学者。旧字体表記では、大關 久五郎。
氷河地形研究のファイターと呼ばれ、その研究成果を『地学雑誌』『地質学雑誌』などに次々と発表した。

## 経歴
1875年、青森県三戸郡館村（八戸市）に生まれる。三戸郡売市小学校と、同校の初等科・高等科を経て、青森県師範学校（現・弘前大学）に入学し、22歳で卒業。青森県三戸郡湊尋常小学校訓導となる。翌年、高等師範学校（のち東京高等師範学校）に入学し、三宅米吉・矢津昌永らの指導を受け、1901年に本科地理歴史部を卒業する。高等師範学校助教諭兼訓導に任ぜられ、附属中学校の地理科の教官となった。1902年から、山崎直方の指導による調査・見学旅行にたびたび同行し、講義や演習にも学生とともに出席するようになるなど、自ら求めて彼に深く傾倒し、強い感化を受けた。なお、この間に外国語学校にも通学してドイツ語とフランス語を修得する。1907年には、東京地学協会主催の巡検旅行に参加し、36日間の北海道・樺太旅行を実施した。
1911年、兼任で東京高等師範学校（現・筑波大学）教授に就任。
1912年、ドイツ・アメリカ合衆国への二年間の地理学研究留学を文部省に命じられ、ベルリン大学に入学し、アルブレヒト・ペンク、アルフレート・リュール、ハンス・シュペートマンらの指導を受ける。また、独力でアルプス東部の氷河実測調査を半年間にわたって行うなど、各地を精力的に旅行し、ローマで開催された第10回国際地理学会議に出席した。1914年、日独の国交断絶の報があり（第一次世界大戦）、ベルリンを退去。イギリスを留学国に追加し、スコットランドの氷河地形を32日間にわたって踏査したほか、アイルランドを20日間旅行した。1915年、ニューヨークに渡り、サンフランシスコ港より帰国した。
帰国後は、もっぱら東京高等師範学校の地理学教授を担当し、以後は猛然と日本の氷河地形の研究に取り組む。その契機となったのは、擦痕のあるヘットナー石の発見と、小川琢治らによる低位置氷河説の提唱であった。大関は、ヘットナー石の形状と擦痕の性質からそれが氷成であることをまず疑い、付近まで流下していたとされる氷河の痕跡はすべて氷成ではないと反論した。また、ヘットナー石付近よりも上流域の上高地盆地において、圏谷（カール）だけでなく渓谷氷河も存在していたことを実証し、限界線よりも下方にまで氷河が流下していたことを示した。さらに、飛騨山脈の中央部において、基盤岩が氷食されていたことを示す羊群岩（羊背岩）の存在を多数報告。加えて、山形県の月山に赴き、万年雪が氷の集塊であることを示し、木曽駒ヶ岳の頂上付近ではカールとU字谷を新たに発見する。このように、その活躍は目覚ましく、当時は「氷河地形研究のファイター」と呼ばれていた。ただし、氷冒氷河によって形成されたと考えられる地形の指摘は、当時の日本の学界に理解されなかった。なお、この間も地理教育の発展に尽力した。
1918年、文部省視学委員として中等初等諸学校の地理科視察のため北海道に出張。その途次、釧路町（現・釧路市）にて44歳で客死した。以後しばらく、日本の氷河研究は停滞することとなる。

## 著作

### 著書
- 1906年『中等地理 本邦編』
- 1906年『中等地図 本邦之部』
- 1912年『新編 中等地理 外国編』
- 1912年『新編 中等地理 本邦編』
- 1913年『中等地図』（本邦之部・外国之部）
- 1916-1917年 『中等教育 地理教科書』（本邦編・外国編）

#### 寄稿
- 『大日本地誌』（山崎直方・佐藤伝蔵共編、全10巻）- 『巻八 九州』（1911年）と『巻九 北海道及樺太』（1913年）の「人文」編「産業」の章、巻九の「地文」編

### 論文
- 1902年「カリフォルニヤ州に在る巨木につきて」『地質学雑誌』
- 1908年「ドルトル, スタインの中央アジア探檢」『地質学雑誌』
- 1915年「梓川渓谷島々附近の地形に就て」『地学雑誌』
- 1916年「梓川上流上高地盆地四近の地形に就て」『地質学雑誌』
- 1916年「飛彈山脈の中心に横はれる雙六・三俣山塊の地形に就て」『地質学雑誌』
- 1916年「再び梓川渓谷島々附近の地形に就て」『地学雑誌』
- 1917年「羽前國月山の萬年雪に就て」『地質学雑誌』
- 1917年「木曾駒ヶ嶽頂上の地貌」『地質学雑誌』